# Сигурд Злой (трилогия)
«Сигурд Злой» (норв. Sigurd Slembe) — трилогия из трёх пьес норвежского драматурга Бьёрнстьерне Бьёрнсона, опубликованная в 1862 году. По жанру — историческая драма, созданная Бьёрнсоном под влиянием произведений Уильяма Шекспира и Фридриха Шиллера. Трилогия Бьёрнсона напрямую повлияла на создание Г.Ибсеном пьесы «Борьба за престол», вышедшей в 1864 году, в которой рассматриваются некоторые подобные темы. В отличие от попыток Ибсена создать историческую обстановку через искусственно архаизированный язык, Бьёрнсон использовал современный ему язык. Успех такого подхода, похоже, побудил Ибсена использовать модернистский подход в его поздних произведениях.
Трилогия Бьёрнсона основана на биографии норвежского конунга XII века Сигурда Слембе, претендента на норвежский трон, история которого описана в средневековых сагах о королях «Круг Земной», «Красивая кожа» и «Гнилая кожа». Первая часть трилогии сравнительно вольно трактует исторические события, но вторая и третья содержательно следуют сагам. Впервые трилогия была поставлена на сцене в Германии, в Майнингене, в 1869 году, а в Норвегии первая постановка состоялась в 1885 году в театре «Христиания» в Осло, и в 1899 году была поставлена в рамках торжественного открытия Норвежского национального театра.

## Первое странствие Сигурда
Трилогия открывается одноактной пьесой «Первое странствие Сигурда» (норв. Sigurds første flugt), написанной белым стихом. Действие начинается в Ставангере в 1122 году, где Сигурд, 20-летний юноша, молится покровителю Норвегии святому Олафу, в надежде узнать, кем был его отец. Тора, мать Сигурда, признаётся сыну, что он незаконный сын мужа её сестры, короля Магнуса Босоного. Сигурд в гневе заявляет, что будет настаивать на своём праве занять трон. Сигурд покидает мать и отправляется в крестовый поход.

## Второе странствие Сигурда
Вторая часть трилогии — «Второе странствие Сигурда» (норв. Sigurds annen flugt) — трёхактная пьеса в прозе, действие которой развёртывается в Кейтнессе и на Оркнейских островах пять лет спустя. В это время Сигурд служит Харальду, графу Кейтнесса, и влюблён в его племянницу Аудильду. Стремление Сигурда к власти приносит ужасные бедствия семьям графства. Чтобы загладить свою вину, Сигурд вновь решает отправиться в крестовый поход.

## Возвращение Сигурда
Последняя часть трилогии — «Возвращение Сигурда» (норв. Sigurds hjemkomst) — представляет собой пьесу в прозе в 5 актах. Действие начинается в 1136 году, когда Сигурд возвращается в Ставангер, чтобы добиться признания его соправителем своего сводного брата, короля Харальда, который шесть лет назад занял трон. Харальд соглашается признать Сигурда, но его решению противятся некоторые из царедворцев, которые интригами добиваются ареста Сигурда. Противники Сигурда планируют убить его, но ему удаётся бежать из тюрьмы. Разъярённый Сигурд мстит обидчикам, подняв восстание, в ходе которого убивает Харальда. Но в 1139 году в битве у Серого острова Сигурд погибает, и перед смертью прощается с матерью, ушедшей в монахини, и просит её спеть «Песню крестоносца», чтобы он «мог радостно уйти после этого».